# Sugauli Birta
Sugauli Birta (en népalais : सुगौली बिर्ता) est un comité de développement villageois du Népal situé dans le district de Parsa. Au recensement de 2011, il comptait 6 176 habitants.